# Markéta Parmská

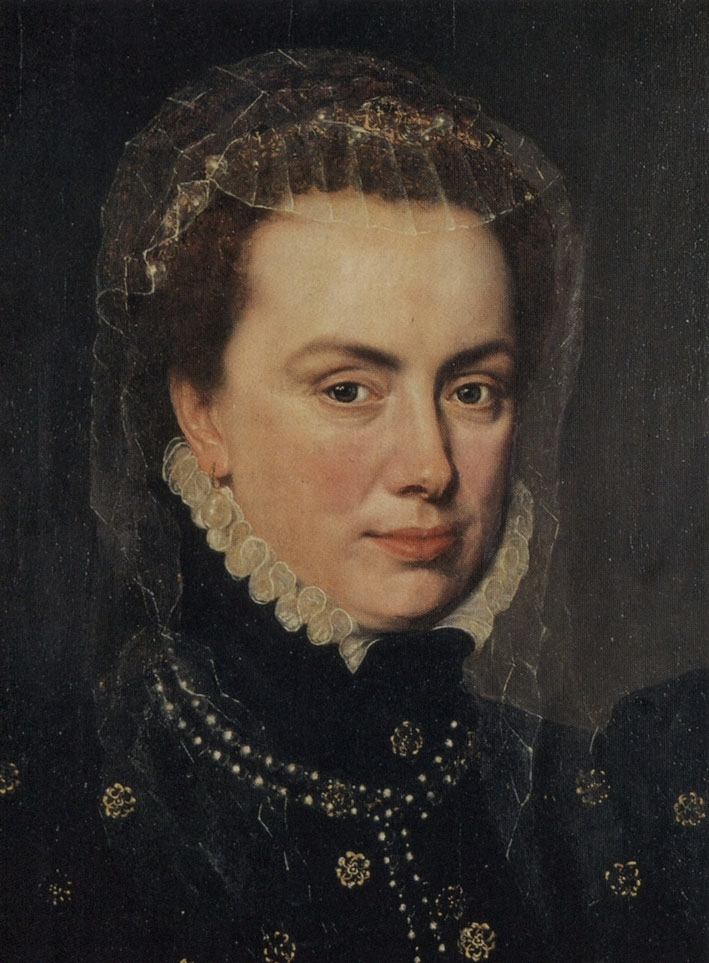
Markéta Parmská

Markéta Parmská (italsky: Margherita di Parma; 5. července 1522, Oudenaarde, Belgie – 18. ledna 1586, Ortona, Itálie) byla vévodkyně z Florencie (1536–1537), vévodkyně z Parmy (od roku 1550) a Piacenzy (od roku 1556) a místodržitelka Nizozemí v letech 1559–1567.

## Původ a dětství
Markéta Parmská byla nemanželskou dcerou císaře Svaté říše římské a španělského krále Karla V. Její matkou byla Johana van der Gheynst, dcera výrobce tapiserií z flanderského města Oudenaarde. V dětství byla Markéta vychovávána v rodině dvorního kuchaře Andrého de Douvrin. Matka Johana se v roce 1525 provdala za brabantského výběrčího daní Jeana van der Dycke, s nímž měla několik dalších dětí. Karel V. svou bývalou milenku Johanu finančně podporoval až do její smrti v roce 1542. Kolem roku 1525, v době kdy se matka provdala, přišla Markéta do rezidence nizozemské místodržitelky v Mechelenu. Její prateta Markéta, na jejímž dvoře vyrůstal i její otec, a po pratetině smrti její teta Marie měly zaručit náležitou výchovu císařovy nejstarší dcery.

## Vévodkyně z Florencie
S otcem Karlem V. se Markéta poprvé setkala až v devíti letech. Tehdy jí byl zároveň představen i její budoucí manžel florentský vévoda Alexandr Medicejský, nemanželský syn papeže Klimenta VII. z rodu Medicejských. Žádoucí nevěsta s věnem 20 000 zlatých se měla stát vévodovou ženou ve dvanácti letech a posílit tak císařův vliv na papeže. Dne 7. ledna 1532 se Markéta s početným doprovodem vydala na více než dvouměsíční cestu za svým nastávajícím manželem. Dne 16. dubna dorazila do Florencie, kde byla ubytována v Medicejském paláci a na její počest zde proběhly mnohé slavnosti. Z Florencie pokračovala v Alexandrově doprovodu do Říma, kam dorazila 5. května. V Římě byla přijata papežem Klimetem VII., jenž se k ní choval s velkou pozorností a navrhl, aby až do svatby setrvala ve Florencii. Tento návrh ovšem její nová pěstounka paní de Lannoy rázně odmítla a tak Markéta pokračovala do Neapole, kde strávila tři následující roky. Na zámku Pizzofalcone se měla naučit italštině a seznámit se se zvyky své nové vlasti. Císař se o její vzdělání velice zajímal, dokonce zanechal písemné pokyny k výchově své dcery, která se měla nadále podepisovat „Margarita d'Austra“.
Svatební smlouva byla podepsána 28. února 1536. Manželství ale trvalo jen krátce. Alexandr Medicejský žil život plný milostných dobrodružství a zábav. V lednu 1537 byl za příslibem milostných dobrodružství vlákán do bytu svého příbuzného Lorenzina Pierfrancesca de' Medici a zde byl zavražděn. Markéta se tak v patnácti letech stala vdovou.

## Druhé manželství
Markétin otec Karel V. nalezl pro svou dceru velmi rychle nového ženicha. Tím se stal pro Markétu o několik let mladší chlapec Ottavio II. Farnese (1524-1586), vnuk nového papeže Pavla III. Svatební smlouva byla podepsána 12. října 1538. 4. listopadu 1538 se v Sixtinské kapli ve Vatikánu konala svatba. Tehdy již šestnáctiletá Markéta cítila ke svému nedospělému manželovi zpočátku odpor a dávala mu to také zcela nepokrytě najevo.
Teprve v průběhu roku 1539 se jejich vztahy trochu zlepšily, a to poté, co Karel V. své dceři v dopisech opakovaně domlouval. V té době zajistil papež pro svého vnuka a jeho ženu titul vévody a vévodkyně z Camerina. Vévodu z Camerina Ottavia Farnese vzal císař dokonce na válečnou výpravu do Alžíru, kde se mohl Markétin manžel osobně vyznamenat v boji. Z Alžíru se Ottavio vrátil ke své ženě roku 1543 a jejich setkání prý bylo radostné. Markéta se poté usadila v Medicejském paláci v Římě, který nechala nově zařídit. Věnovala se převážně duchovní a charitativní činnosti, v čemž jí pomáhal její zpovědník Ignác z Loyoly. V roce 1545 se Markéta a její manžel vzdali ve prospěch papeže Pavla III. vlády ve vévodství Camerino a výměnou za něj získali vévodství Castro.
27. srpna 1545 se Markétě a Ottaviovi narodila dvojčata Karel a Alessandro (Karel zemřel již roku 1549). V roce 1550 získal Ottavio Farnese a jeho žena Markéta titul vévody a vévodkyně z Parmy. Ottavio si však dělal nároky i na titul vévody z Piacenzy, jelikož jeho otec Pier Luigi Farnese držel za svého života oba tyto tituly a Ottavio se jich jako právoplatný dědic nehodlal vzdát. Piacenzu však tehdy držel ve svých rukou císař Karel V. Ottavio Farnese se tedy spojil s francouzským králem Jindřichem II. proti svému tchánovi Karlovi V., čímž nahněval nejen císaře a svou manželku, ale také papeže Julia III. Po neúspěšném obléhání Parmy a mnoha jednáních byl Ottavio v roce 1552 opět potvrzen parmským vévodou. V roce 1556 pak nový španělský král Filip II. potvrdil svou polorodou sestru Markétu a jejího manžela Ottavia také jako vévodkyni a vévodu z Piacenzy. Císař a král Filip II. si ale pojistil budoucí politickou věrnost svých příbuzných tím, že je donutil, aby na jeho královský dvůr poslali na vychování svého jediného syna Alessandra Farnese, s čímž se Markéta jen těžko smiřovala.

## Místodržící v Nizozemí

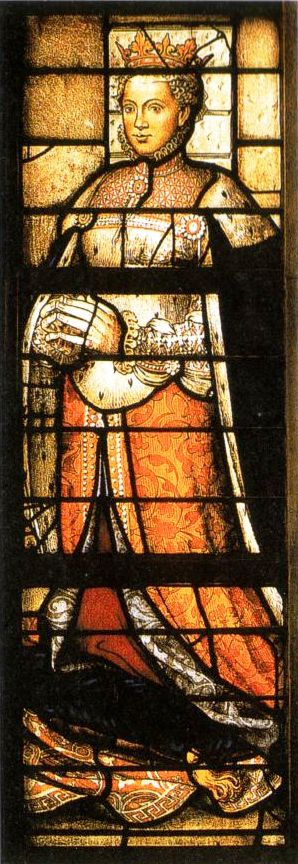
Markéta Parmská v kostele sv. Jana v Goudě

V roce 1557 se Markéta přestěhovala z Parmy do Piacenzy. Poté, co jí byl odňat její jedenáctiletý syn, už zřejmě neměla další zájem na soužití s manželem, který sídlil nadále v Parmě. V Piacenze se věnovala výstavbě paláce Farnese a vedla rozsáhlou korespondenci s manželem, bratrem Filipem II., synem Alessandrem, papežem a dalšími osobnostmi té doby. Po smrti svého otce Karla V. v roce 1558 se nervově zhroutila. Po několika měsících se její zdravotní stav zlepšil a tak mohla přijmout nabídku svého bratra Filipa II. a stát se španělskou místodržitelkou ve svém rodném Nizozemí.
28. července 1559 ji Filip II. slavnostně přivítal v Gentu a 7. srpna ji představil shromážděným nizozemským generálním stavům. Markéta tehdy ještě netušila, že bratr v ní chce mít jen reprezentativní osobnost, která se bude bezpodmínečně řídit jeho přáními a představami. Skutečnou moc v Nizozemí držel v rukou především Filipův věrný biskup Antoine Perrenot de Granvelle, který měl za úkol spravovat bohaté nizozemské provincie tuhou a centralizovanou vládou. Veškeré politické problémy následujících let byly nakonec také přičteny právě jemu a Antoine Perrenot de Granvelle, nyní již arcibiskup v Mechelen, kardinál a primas Nizozemí musel v roce 1564 odstoupit a opustit zemi.
O dva měsíce později (18. března 1564) se přední nizozemští šlechtici objevili před Markétou a přednesli staré požadavky: společnou poradu generálních stavů, reorganizaci finanční správy a posílení moci guvernérů provincií na úkor ústřední správy. Zároveň žádali také větší náboženskou toleranci vůči protestantům a omezení moci inkvizice. Všechny tyto přednesené požadavky byly v rozporu s politikou Filipa II., ale Markéta se rozhodla nizozemskou šlechtu podporovat i navzdory svému bratrovi. Filip II. žádnému z požadavků nevyhověl.

## Nizozemská revoluce
Filipovo odmítnutí nizozemských požadavků vyvolalo v zemi neklid a protestanti získali v boji proti nebezpečné španělské inkvizici spojence i v řadách katolíků. Tak vznikl v Bruselu šlechtický Svaz dohody, jehož členy byli příslušníci obou náboženství. 5. dubna 1566 předala delegace Svazu dohody místodržitelce petici požadující další jednání s Filipem II. Filip ale považoval Svaz dohody za spolčení zrádců a odmítal s jeho členy jednat. Vypukla tzv. Nizozemská revoluce.
Po mnoha měsících násilí a bojů uprchl ze země Vilém I. Oranžský a situace se opět zklidnila. Všude v zemi byla obnovena autorita vlády. Markéta navrhla Filipu II., aby byli popraveni pouze vůdci vzpoury, ale lidu aby byla udělena milost. Dále mu navrhla svolání generálních stavů a zmírnění náboženských zákonů. Filip II. však neměl pro její mírnost pochopení, jelikož jeho cílem bylo omezení moci generálních stavů a nastolení jen jednoho náboženství, a to katolicismu. Filip II. tedy vyslal do Nizozemí španělské vojsko pod velením Fernanda Alvareze de Toleda, vévody z Alby, aby v zemi sjednalo pořádek. Alba získal od krále rozsáhlé pravomoci a rozpoutal v zemi zatýkání a popravy.
Markéta se cítila ponížená a zcela bezmocná. Rozhodla se tedy svou funkci místodržitelky složit a 30. prosince 1567 opustila Brusel. 1. února 1568 dorazila do Piacenzy. V Parmě se pak po dlouhé době znovu setkala se synem Alessandrem, s jeho manželkou Marií Portugalskou (vnučkou portugalského krále Manuela I.) a se svou vnučkou. Poté Markéta odcestovala na své statky v Abruzzu ve střední Itálii.

## Návrat do Nizozemí
Ve španělském Nizozemí probíhala zatím krutá a tvrdá vláda místodržícího Fernanda Alvareze de Toleda, vévody z Alby, a to až do roku 1576, kdy se stal místodržícím don Juan de Austria. Juan de Austria byl polorodým bratrem krále Filipa II. a Markéty Parmské a stejně jako Markéta Parmská měl i on nemanželský původ. Udržoval se svým královským bratrem i sestrou Markétou velmi přátelské vztahy a po svém jmenování místodržícím si často se sestrou dopisoval a žádal ji o radu.
Po smrti dona Juana de Austria († 1578) požádal Filip II. svou sestru, aby se vydala do Nizozemí a dokončila úkoly a plány, které Don Juan započal. Z toho však sešlo. V Nizozemí se zatím stal prozatímním místodržitelem a generálním kapitánem Markétin syn Alexandr Farnese. Situace v zemi byla stále dramatičtější a katolické provincie Hainault, Arras a Flandry se rozhodly za každou cenu chránit katolické náboženství. Za to požadovaly, aby se místodržícím v těchto provinciích stal Nizozemec nebo Habsburk, a španělské vojsko aby opustilo zemi. Poté povstalé provincie vyhlásily utrechtskou unii a panovníkem zvolili Františka, vévodu z Anjou. Protestantské provincie Holland a Zeeland držel pevně v rukou Vilém I. Oranžský. Markéta Parmská byla situací v Nizozemí zneklidněna, a tak opustila své italské země a vydala se za synem. Ten ji ale vůbec nepřivítal s nadšením a vyčetl jí, že její přítomnost v Nizozemí celou situaci jen komplikuje. Alexandr Farnese odmítal poslouchat rady své matky a začal dokonce odmítat i rozkazy svého strýce Filipa II. Filip II. ale nakonec potvrdil Alessandra Farnese ve funkci generálního kapitána a generálního místodržitele v Nizozemí a bylo to rozhodnutí, kterého král určitě nelitoval. Alexandr Farnese dobyl roku 1584 Flandry, 1585 Brusel a Antverpy a deset dalších měst se mu podřídilo dobrovolně. Jižní Nizozemí zůstalo nadále zachováno španělské koruně. Markéta se usmířila se synem a roku 1583 opustila Nizozemí, v Parmě se ještě jednou a naposledy setkala s manželem Ottaviem a odplula do Ortony a Mare, své abruzzské državy.

## Poslední léta života
Stárnoucí Markéta se v posledních letech svého života věnovala rozvoji města Ortona a dobročinné činnosti. Na podzim roku 1585 těžce onemocněla, zřejmě se jednalo o rakovinu, a sepsala poslední vůli. Většinu majetku odkázala synu Alexandrovi, ale myslela i na ostatní příbuzné, na členy svého dvora a na své poddané. Zemřela 18. ledna 1587 a pochována byla v Piacenze, v benediktinském kostele San Sesto.

## Vývod z předků
|                 |                                  |  |  |                      |  |  |  |  |  |  |  | Fridrich III. Habsburský |
|                 |                                  |  |  |                      |  |  |  |  |  |  |  |                          |
|                 | Maxmilián I. Habsburský          |  |  |                      |  |  |  |  |  |  |  |                          |
|                 |                                  |  |  |                      |  |  |  |  |  |  |  |                          |
|                 |                                  |  |  | Eleonora Portugalská |  |  |  |  |  |  |  |                          |
|                 |                                  |  |  |                      |  |  |  |  |  |  |  |                          |
|                 | Filip I. Kastilský               |  |  |                      |  |  |  |  |  |  |  |                          |
|                 |                                  |  |  |                      |  |  |  |  |  |  |  |                          |
|                 |                                  |  |  | Karel Smělý          |  |  |  |  |  |  |  |                          |
|                 |                                  |  |  |                      |  |  |  |  |  |  |  |                          |
|                 | Marie Burgundská                 |  |  |                      |  |  |  |  |  |  |  |                          |
|                 |                                  |  |  |                      |  |  |  |  |  |  |  |                          |
|                 |                                  |  |  | Isabela Bourbonská   |  |  |  |  |  |  |  |                          |
|                 |                                  |  |  |                      |  |  |  |  |  |  |  |                          |
|                 | Karel V.                         |  |  |                      |  |  |  |  |  |  |  |                          |
|                 |                                  |  |  |                      |  |  |  |  |  |  |  |                          |
|                 |                                  |  |  | Jan II. Aragonský    |  |  |  |  |  |  |  |                          |
|                 |                                  |  |  |                      |  |  |  |  |  |  |  |                          |
|                 | Ferdinand II. Aragonský          |  |  |                      |  |  |  |  |  |  |  |                          |
|                 |                                  |  |  |                      |  |  |  |  |  |  |  |                          |
|                 |                                  |  |  | Jana Enríquezová     |  |  |  |  |  |  |  |                          |
|                 |                                  |  |  |                      |  |  |  |  |  |  |  |                          |
|                 | Jana I. Kastilská                |  |  |                      |  |  |  |  |  |  |  |                          |
|                 |                                  |  |  |                      |  |  |  |  |  |  |  |                          |
|                 |                                  |  |  | Jan II. Kastilský    |  |  |  |  |  |  |  |                          |
|                 |                                  |  |  |                      |  |  |  |  |  |  |  |                          |
|                 | Isabela Kastilská                |  |  |                      |  |  |  |  |  |  |  |                          |
|                 |                                  |  |  |                      |  |  |  |  |  |  |  |                          |
|                 |                                  |  |  | Isabela Portugalská  |  |  |  |  |  |  |  |                          |
|                 |                                  |  |  |                      |  |  |  |  |  |  |  |                          |
| Markéta Parmská |                                  |  |  |                      |  |  |  |  |  |  |  |                          |
|                 |                                  |  |  |                      |  |  |  |  |  |  |  |                          |
|                 |                                  |  |  |                      |  |  |  |  |  |  |  |                          |
|                 |                                  |  |  |                      |  |  |  |  |  |  |  |                          |
|                 |                                  |  |  |                      |  |  |  |  |  |  |  |                          |
|                 |                                  |  |  |                      |  |  |  |  |  |  |  |                          |
|                 |                                  |  |  |                      |  |  |  |  |  |  |  |                          |
|                 |                                  |  |  |                      |  |  |  |  |  |  |  |                          |
|                 | Gilles Johann van der Gheynst    |  |  |                      |  |  |  |  |  |  |  |                          |
|                 |                                  |  |  |                      |  |  |  |  |  |  |  |                          |
|                 |                                  |  |  |                      |  |  |  |  |  |  |  |                          |
|                 |                                  |  |  |                      |  |  |  |  |  |  |  |                          |
|                 |                                  |  |  |                      |  |  |  |  |  |  |  |                          |
|                 |                                  |  |  |                      |  |  |  |  |  |  |  |                          |
|                 |                                  |  |  |                      |  |  |  |  |  |  |  |                          |
|                 |                                  |  |  |                      |  |  |  |  |  |  |  |                          |
|                 | Johanna Maria van der Gheynst    |  |  |                      |  |  |  |  |  |  |  |                          |
|                 |                                  |  |  |                      |  |  |  |  |  |  |  |                          |
|                 |                                  |  |  |                      |  |  |  |  |  |  |  |                          |
|                 |                                  |  |  |                      |  |  |  |  |  |  |  |                          |
|                 |                                  |  |  |                      |  |  |  |  |  |  |  |                          |
|                 |                                  |  |  |                      |  |  |  |  |  |  |  |                          |
|                 |                                  |  |  |                      |  |  |  |  |  |  |  |                          |
|                 |                                  |  |  |                      |  |  |  |  |  |  |  |                          |
|                 | Johanna van der Caye van Cocambi |  |  |                      |  |  |  |  |  |  |  |                          |
|                 |                                  |  |  |                      |  |  |  |  |  |  |  |                          |
|                 |                                  |  |  |                      |  |  |  |  |  |  |  |                          |
|                 |                                  |  |  |                      |  |  |  |  |  |  |  |                          |
|                 |                                  |  |  |                      |  |  |  |  |  |  |  |                          |
|                 |                                  |  |  |                      |  |  |  |  |  |  |  |                          |
|                 |                                  |  |  |                      |  |  |  |  |  |  |  |                          |
|                 |                                  |  |  |                      |  |  |  |  |  |  |  |                          |